# Eduardo Ávalos
Eduardo Jorge Ávalos (Buenos Aires, 22 de abril de 1892 - Buenos Aires, 17 de mayo de 1971) fue un militar argentino, perteneciente al Ejército, que desempeñó un papel importante en la dictadura militar en Argentina de la Revolución del 43.
Participó del golpe de Estado del 4 de junio de 1943 que dio inicio a la dictadura llamada «Revolución del 43» y después lideró otro golpe el 8 de octubre de 1945 que desplazó al coronel Juan Domingo Perón del gobierno. Ejerció como ministro de Guerra entre el 10 y el 18 de octubre de 1945 y como ministro interino del Interior y de Hacienda entre el 13 y el 18 del mismo mes y año; todos bajo la presidencia del general de división Edelmiro J. Farrell.

## Golpe de Estado del 43
Teniendo grado de coronel se sumó como uno de los líderes del Grupo Obra Unificación o Grupo de Oficiales Unidos (GOU) reclutado por el entonces coronel Juan D. Perón en julio de 1943. Se desempeñó como jefe de la guarnición de Campo de Mayo durante el gobierno del general Pedro Pablo Ramírez (1943-1944) y luego ministro de Guerra hasta los hechos del 16 y 17 de octubre de 1945.
Fue uno de los llamados «cuatro coroneles» que tenían el mando efectivo del GOU, junto con Juan D. Perón, Emilio Ramírez y Enrique P. González. Mantenía relaciones muy cercanas con el la Unión Cívica Radical y en particular con Amadeo Sabattini.
Participó de la Revolución del 43 siendo jefe de la Escuela de Artillería con asiento en la guarnición de Campo de Mayo y fue uno de los coroneles que decidió el derrocamiento del presidente Castillo junto al coronel Elbio Anaya. Lideró una de las 3 columnas que avanzaron sobre la Capital. En el avance fue protagonista de un suceso que lo marcaría en el futuro: tuvo un altercado con fuerzas de la Armada que habían tomado una posición neutral, al decidir invadir el terreno de la Escuela de Mecánica de la Armada. Del movimiento se desencadenó un tiroteo que causó la pérdida de 70 vidas, entre ellas civiles y militares, y debido únicamente a las reacciones precipitadas de Ávalos y el capitán de navío Fidel Anadón, ya que no estaban en bandos opuestos. Este hecho jamás podría quitárselo de su conciencia Ávalos, y posiblemente podrían haber determinado su falta de reacción ante las manifestaciones a favor de Perón el 17 de octubre de 1945.
Ávalos y otros oficiales, que habían apoyado y colaborado con Perón en la mayor parte del período, comenzaron poco a poco a tener diferencias con él —entonces ministro de Guerra y secretario de Trabajo—, debido a sus maniobras políticas y a diversas actitudes que a su juicio no iban acorde con la tradición militar. Culminando este proceso de diferenciación en los agitados días de octubre. El 8 de octubre de 1945, siendo general de brigada y comandante de Campo de Mayo, rango y cargo que combinados lo convertían en el militar en funciones más influyente de aquel momento, sublevó las tropas a su mando, reclamando y obteniendo en primer lugar la renuncia y más tarde la detención de Perón. Tras estos hechos asume como ministro de Guerra, quedando virtualmente a cargo del país, ya que el presidente Edelmiro J. Farrell había perdido todo poder. En este cargo Ávalos, se movió con lentitud y poca eficacia para consolidar su propio poder. Dando amplio margen de maniobra a Perón, quién desde su lugar de prisión en la Isla Martín García, preparaba su retorno. 

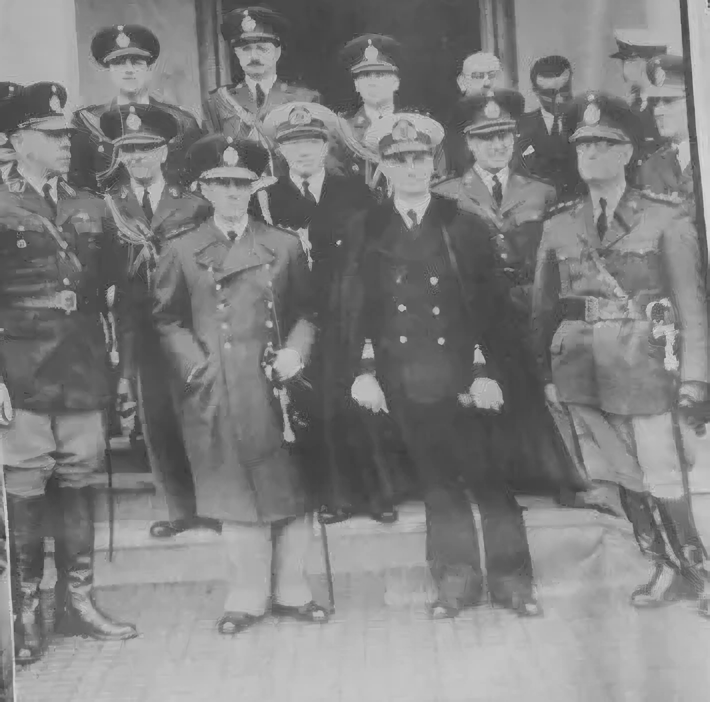
De izquierda a derecha: Edelmiro Farrell, Pedro Pablo Ramirez, Benito Sueyro, Eduardo Ávalos y en el rincón derecho de la foto Juan Domingo Perón.

Reorganizando el gobierno, el nuevo ministro de Guerra le ofreció la presidencia al radical Amadeo Sabattini quien no aceptó, proponiéndole entonces que el procurador de la Corte Suprema, Juan Álvarez, formara un gabinete civil. Mientras esto ocurría, la sociedad argentina se polarizaba: amplios sectores de la sociedad pedían que la presidencia se entregue a la Corte Suprema y luego un rápido llamado a elecciones, mientras que otros sectores, junto con los militares, querían que Farrell continúe como presidente y lograr un paso a elecciones más ordenado, para evitar un final humillante de la Revolución del '43. Ante las presiones de los distintos sectores Ávalos se movió dubitativamente.
Finalmente, el 17 de octubre de 1945, fecha que posteriormente sería recordada por el peronismo como el Día de la Lealtad, se desencadenaron importantes movilizaciones obreras exigiendo la liberación de Perón, que ahora se encontraba en un hospital de la capital. Ávalos que deseaba evitar posibles pérdidas de vidas se abstuvo de reprimir, por temor a que la situación se saliera de control. Eligió entonces el camino de la negociación con el líder arrestado. Así estas movilizaciones obreras lograron que Perón recuperara su libertad, impusiera sus términos al ministro de Guerra, se ratificara a Farrell como presidente, cesaran tanto Ávalos como Álvarez en las funciones ministeriales, y se acordara un nuevo gabinete entre Farrell y Perón, con hombres leales a este último.
Posteriormente Ávalos fue relevado de su cargo como comandante de Campo de Mayo, así como todos los demás jefes de esa base, y se lo nombró, simbólicamente, Interventor en la Asociación del Fútbol Argentino, hasta su pase a retiro el 16 de enero de 1946. 
A partir de allí se retiró completamente a la vida privada hasta su fallecimiento, ocurrido en Buenos Aires el 17 de mayo de 1971.